# Pajer Róbert
Pajer Róbert (Budapest, 1959. június 27. –) filmrendező.

## Életpályája
1973–1978 között a tatabányai Geológiai Szakközépiskolában, valamint a budapesti Kölcsey Ferenc Gimnázium francia tagozatán tanult. 1978–1982 között a Magyar Televíziónál és a Mafilmnél volt vágó és rendezőasszisztens. 1982–1986 között a Színház- és Filmművészeti Főiskola film- és televíziórendező szakos hallgatója volt. 1987 óta rendező; tv-műsorokat, videóklipeket és forgatókönyveket készít. 1988–1989 között Németországban reklámkészítő volt.
Rendezett többek közt a Szegedi Nemzeti Színházban (2003) és a Budaörsi Játékszínben (2011) is. Tagja a Film Szövetségnek, a Magyar Filmművészek Szövetségének, a Magyar Rendezők Szövetségének és a Hunnia Filmstúdiónak.

## Színházi rendezései
A Színházi Adattárban regisztrált bemutatóinak száma: 2.
- Rose: Tizenkét dühös ember (2003)
- Reza: 'Művészet' (2011)

## Filmjei
- Mami blú (1986)
- A hókirálynő bálja (1988)
- Ördög vigye (1992)
- Bukfenc (1992)
- Meselánc (1993)
- Ha felnövök (1995-1997)
- A gyötrelmes gyémánt (1996)
- Házikoszt (1997)
- Játék határok nélkül (1998-1999)
- Kisváros (1999-2001)
- Európai Arcok (1999-2001)
- Szeress most! (2003)
- Fekete krónika (2005)
- Fejezetek az Erények könyvéből – Közvetlenség (2005)
- Egy rém rendes család Budapesten (2006-2007)
- Tűzvonalban (2007-2010)
- Jóban Rosszban (2007)
- Állomás (2008)
- És a nyolcadik napon (2009)
- Hacktion (3 epizód) (2012)
- Hacktion: Újratöltve (2 epizód) (2013)
- Mária-út 1-3. (dokumentumfilm) (2013)
- Fekete krónika (A tüzes bíróság, A louduni ördöghajsza) (2013)
- Fekete krónika (A három csontváz, A velencei pékinas) (2015)
- A király halála – II. Lajos élete és rejtélyes halála (2016)
- A néma tüntetés (2016)
- Vadkanvadászat (2018)
- Az Árpád-vonal (dokumentumfilm) (2018)
- A merénylet (2018)
- Gyilkosság a Hermina úton (2018)